# 안형식 (배우)
안형식(? ~ 2011년)은 대한민국의 배우였다. 

## 출연작

### 드라마
- 1982년 KBS 대하드라마 풍운 - 윤웅렬 역
- 1983년 KBS 단막극 TV문학관 소복
- 1987년 KBS 단막극 TV 손자병법
- 1988년 KBS 테마드라마 드라마게임 바람과 새
- 1990년 KBS 역사드라마 파천무 - 이현로 역
- 1994년 KBS 월화드라마 한명회 - 안동부사 역
- 1996년 KBS 대하드라마 용의 눈물 - 성석린 역
- 1999년 KBS 단막극 부부클리닉 사랑과 전쟁
- 2000년 KBS 대하드라마 태조 왕건 - 경명왕 역
- 2002년 KBS 대하드라마 제국의 아침 - 준홍 역
- 2003년 SBS 대하드라마 왕의 여자 - 윤지경 역
- 2004년 KBS 대하드라마 불멸의 이순신 - 김억추 역
- 2005년 MBC 특별기획드라마 제5공화국 - 이택희 역
- 2006년 KBS 대하드라마 대조영 - 위승 역
- 2011년 KBS 대하드라마 광개토태왕 - 내관 역